# 台西遗址
台西遗址，是一处位于中国河北省石家庄市藁城区岗上镇台西村的商代中晚期遗址。晚期居址年代為前1300±100年，相當於殷墟前期。遗址主要由三个高大土台——西台、南台、北台组成，总面积约10万平方米。1965年、1972年，曾有当地居民在当地发现了青铜器，1973-1974年与1983-1985年，台西遗址进行了两次大规模的发掘。
遗址中发现了房屋遗迹14座、水井2口、墓葬112座，并且出土了大量的陶器、铜器、骨器、石器、玉器和蚌器等。这些考古发现为研究商朝历史与当时的社会情况有着重要作用。
1982年7月，其被选为河北省第二批文物保护单位。2006年5月25日，其成为了第六批全国重点文物保护单位。